# Jacques Cruquius
Pour les articles homonymes, voir Cruquius.
Jacobus Cruquius, nom de plume de Jacob Cruucke, connu en français comme Jacques Cruquius et Jacques de Crucque, né à Malines et mort en 1621 à Bruges, est un philologue flamand.

## Biographie
Après avoir achevé ses études préparatoires, Cruquius étudia la dialectique, la philosophie et le droit à l’université de Louvain sous Michel Driutius, le fondateur du Collège Drutius, mais il suivait également les cours de Conrad Goclenius et de Pieter Nanninck au Collegium Trilingue car son gout le portait surtout vers les belles-lettres et les antiquités romaines. Les vastes connaissances qu’il acquit dans cette dernière branche de la littérature, lui donnèrent, plus tard, la plus grande facilité pour composer ses Commentaires et ses notes sur les œuvres d’Horace.
Il quitta sa patrie pour aller compléter, dans des écoles étrangères, les notions qu’il avait acquises et perfectionner son éducation. De retour de cette excursion, il s’arrêta, pendant quelque temps, à Louvain, où il jouit de la bienveillance, de la protection et de l’amitié de Driutius. En 1544, il fut appelé à Bruges, pour y remplacer Georges Cassander comme professeur de langues grecque et latine. Il occupait cette chaire en 1573 et probablement encore en 1582. Il est l’auteur, notamment, d’une édition complète d’Horace, avec notes et commentaires (Anvers, 1578). Il avait utilisé, pour cette édition, plusieurs manuscrits qui se trouvaient à l’abbaye Saint-Pierre-au-Mont-Blandin, à Gand, et qui furent détruits dans un incendie de ce monastère bénédictin. Swertius, d’après ce qu’assure Paquot, attribue à Cruquius un Éloge de la ville de Bruges. Swertius et Sanderus prétendent que Cruquius est l’auteur de diverses poésies latines, qui n’ont été ni rassemblées ni publiées, et dont le mérite était assez équivoque, d’après Paquot.

## Publications
- Q. Horatii Flacci Carminum, liber quartus, avec des notes, Bruges, Hubert Goltzius, 1565.Paquot affirme que la plupart des notes de Cruquius sur Horace ont passé dans l’édition de ce poète, publiée par Schrevelius; il ajoute que les corrections et les remarques de Cruquius sont estimées.
- Q. Horatii Flacci Epodôn liber’’, avec des remarques et notes, Christ. Plantin, Anvers, 1567.
- Q. Horatii Flacci Satyrarum libri duo’’, avec des commentaires et des corrections, Christ. Plantin, Anvers, 1573.Dans la préface de cette publication, Cruquius fait preuve d’une vaste érudition et de profondes connaissances philologiques. À la suite de chaque satire il joint une explication.
- M. Tullii Ciceronis oratio pro Milone, avec une interprétation, Anvers, Christ. Plantin, 1583.